# Trenet de Valencia
El Trenet de Valencia fue una red de ferrocarriles de vía estrecha que conectaba la ciudad española de Valencia con la mayor parte de las localidades de su área metropolitana e incluso algunas más alejadas. Estaba compuesta por dos redes y con dos estaciones terminales. La Estación de Pont de Fusta (zona norte) y la estación de Jesús (zona sur), con seis líneas (al Grao de Valencia, Rafelbuñol, Bétera, Liria, Nazaret (hasta 1957) y Villanueva de Castellón, contando con una longitud total de 120 km de vías y 69 estaciones. Gran parte de aquellas líneas se encuentran integradas actualmente en la red de MetroValencia, propiedad de Ferrocarriles de la Generalidad Valenciana.

## Orígenes

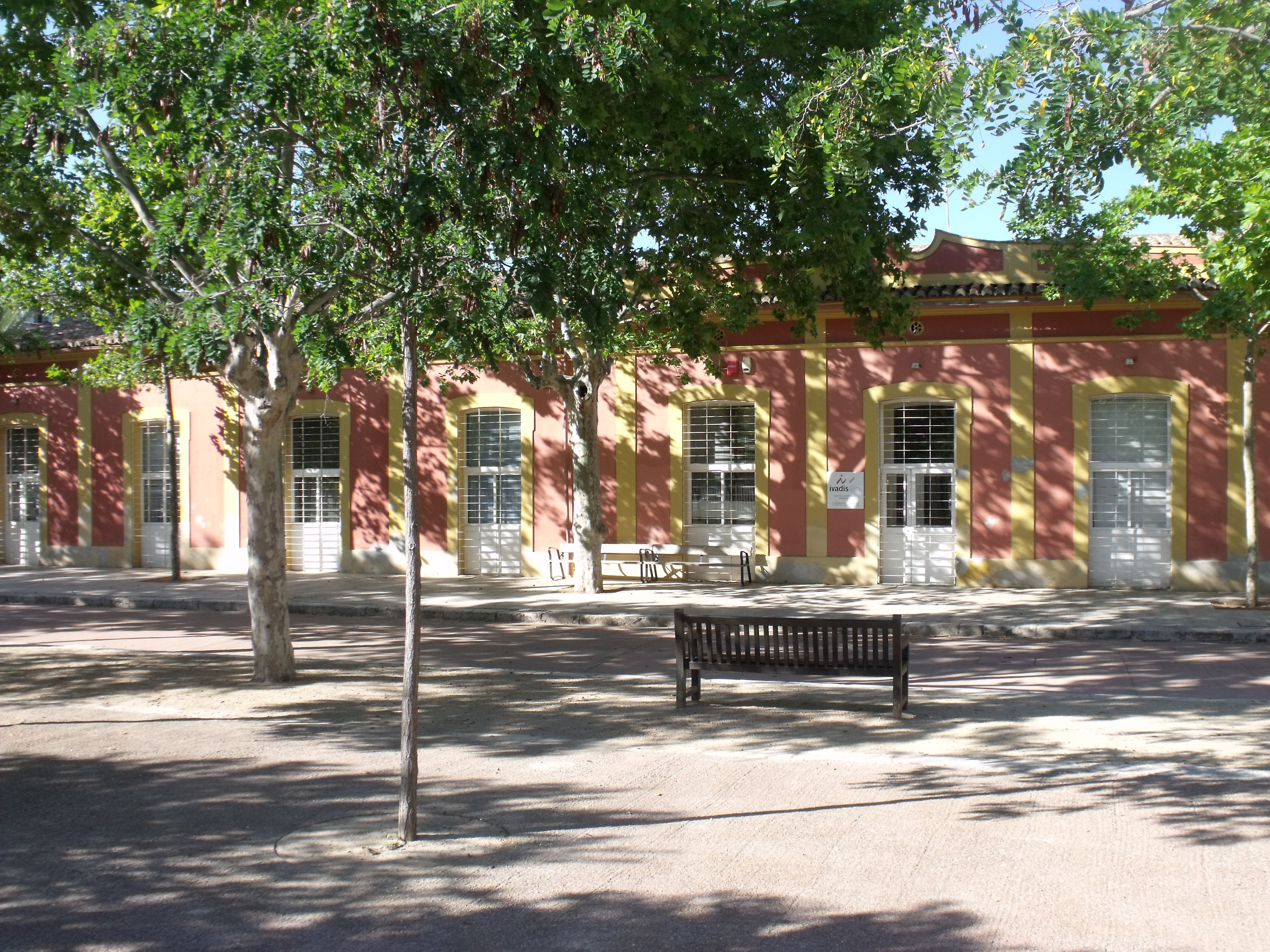
La antigua estación de Marchalenes fue, hasta la construcción de la del Pont de Fusta, la principal de la red en la parte norte de Valencia.

En 1877 se promulgó la Ley de ferrocarriles y tranvías, que sustituía a la anterior de 1855 y que en su segundo apartado, dedicado a los tranvías, permitía la creación de redes de ferrocarril de ancho métrico y menor longitud que las redes principales debido a su menor coste de construcción, de mantenimiento y de material móvil. Por este motivo, el trenet de Valencia también era conocido como los ferrocarriles económicos. Para la construcción de estos ferrocarriles se estableció que no debían de gozar de ninguna subvención directa por parte del gobierno, siendo la única ayuda recibida la exención de impuestos.
Acogiéndose a esta ley se crearon en Valencia la Sociedad Valenciana de Tranvías y la Sociedad de carbones minerales de Dos Aguas y del Ferrocarril del Grao de Valencia a Turís, que fueron las que se encargaron de construir de manera independiente dos redes de ferrocarriles de vía estrecha.

## Sociedad Valenciana de Tranvías
Esta compañía, fundada el 16 de enero de 1885 por Juan Navarro Reverter, contaba con permiso para realizar el estudio de un tranvía de vapor desde la ciudad de Valencia hasta la localidad de Liria. Sin embargo, en 1886 se formuló una petición al gobierno central para cambiar la concesión por la de un ferrocarril económico.
Las obras comenzaron el 3 de agosto de 1887 y en apenas un año fueron finalizadas el 18 de julio de 1888. La línea contaba con un total de 26,800 km entre la estación de Santa Mónica, en Valencia (posteriormente conocida como la del Puente de madera o Pont de fusta en valenciano y popularmente como estacioneta) y la de Liria.
Debido al éxito de la línea recién creada, la SVT inició la construcción de la línea denominada Del Grao de Valencia a Bétera con ramal a Rafelbunyol. Las obras de esta línea se dividieron en tres fases. En la primera se construyó el ramal que conectaba la estación del Empalme en Burjasot con Bétera, que contaba con una longitud de 14,600 km, siendo inaugurado el 21 de noviembre de 1891. En la segunda fase se construyó el ramal que conectaba la estación del Puente de Madera con El Grao, con una longitud de 5,800 km, siendo inaugurado el 7 de julio de 1892. Finalmente, en la tercera fase se construyó el ramal entre la estación del Puente de Madera y la localidad de Rafelbuñol de 13,300 km. Este tramo se inauguró por fases, llegando el tren a Alboraya el 17 de marzo de 1893, a Museros el 27 de julio y a Rafelbuñol el 18 de noviembre de ese mismo año. En estudio quedó la ampliación de esa línea hasta las localidades de Puzol y Sagunto, si bien nunca se llevó a cabo.

## Sociedad de carbones minerales de Dos Aguas y del Ferrocarril del Grao de Valencia a Turís
Esta compañía fue fundada el 8 de julio de 1891 bajo la presidencia de Juan Isla Doménech con el objetivo de transportar los vinos de la Baronía de Turís y del carbón de las sierras de Dos Aguas al puerto de Valencia. Las obras se ejecutaron por partes, siendo inaugurado el 11 de noviembre de 1893 el tramo que unía la estación de Jesús, situada en la calle del mismo nombre en el sur de la ciudad de Valencia, y la localidad de Torrente. 
En ese momento la empresa cambió de planes desechando la idea original de transportar vino y carbón, por lo que en esa localidad la vía efectúa un brusco giro de 90 grados encaminándose hacia Picasent, siendo abierto este tramo el 27 de enero de 1894. El tercer tramo entre Picasent y Carlet se inauguró el 9 de febrero de 1895. El cuarto, entre Carlet y Alberique, se abrió al tráfico el 1 de noviembre del mismo año. En 1917 se inauguró un último tramo entre Alberique y Villanueva de Castellón. De esta forma la longitud de la línea fue de 52,400 km.
Esta compañía también construyó un ramal de 5,600 km entre la estación de Jesús y el barrio marítimo de Nazaret, que fue inaugurado en 1912.

## Compañía de Tranvías y Ferrocarriles de Valencia

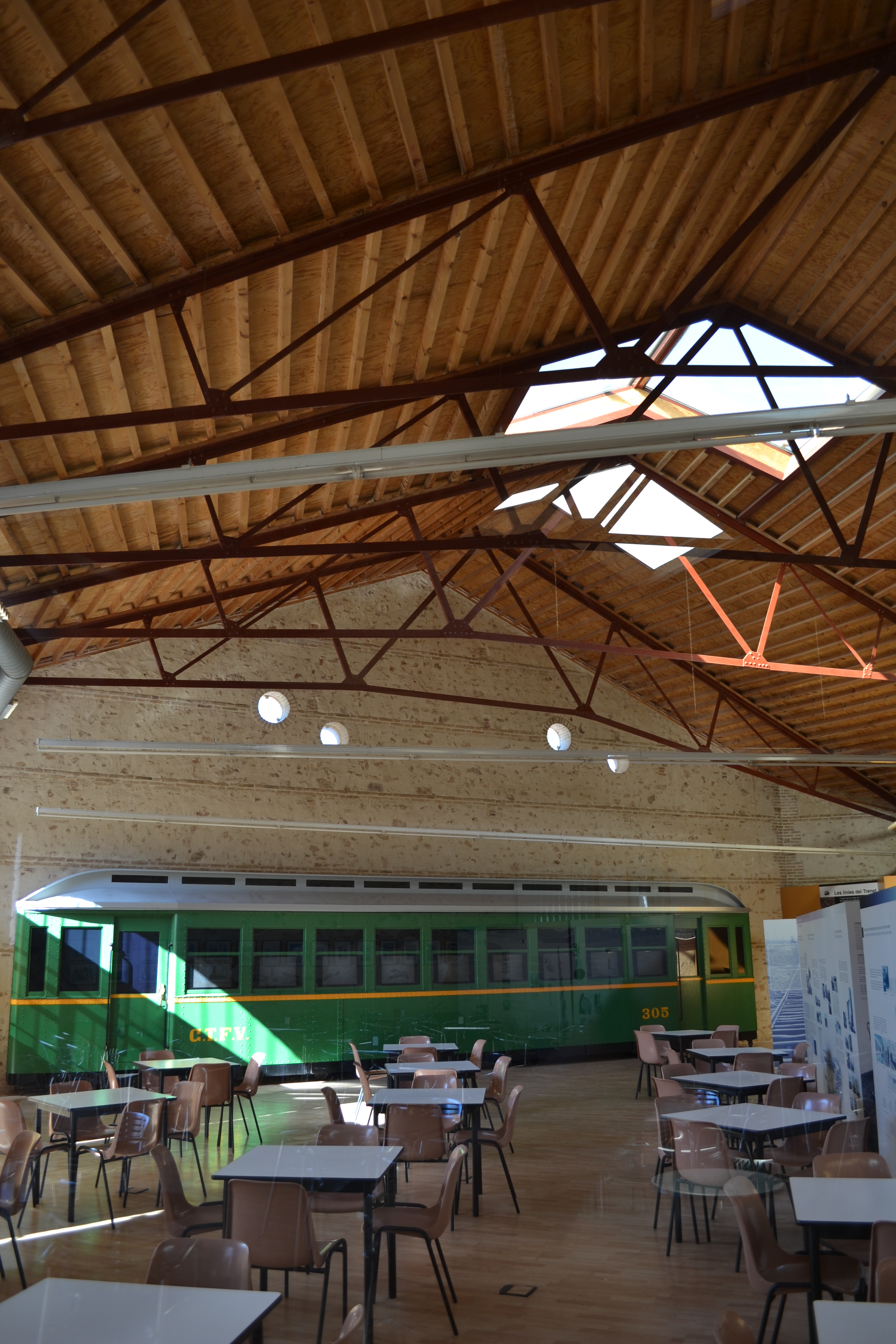
2013: lo que fue el Museo del Trenet es un bar. En el fondo, una reproducción de una unidad con la librea de la CTFV.

Esta compañía fue fundada en 1917 a partir de la fusión de la Sociedad Valenciana de Tranvías y la Compagnie Génerale des Tramways de Valence (Espagne) Société Lyonnaise dedicada a la explotación de los tranvías urbanos de la ciudad de Valencia y conocida popularmente como la Lionesa debido a los problemas de pago de impuestos de esta última, ya que se trataba de una compañía extranjera.
La nueva compañía (rebautizada popularmente como cacaus, tramussos, faves i vi, cacahuetes, altramuces, habas y vino en valenciano) fue la encargada de gestionar los ferrocarriles de vía estrecha de la ciudad de Valencia durante 47 años, ya que en 1924 absorbió a la Sociedad de carbones minerales de Dos Aguas y del Ferrocarril del Grao de Valencia a Turís. El gran aporte de esta compañía fue la electrificación de las vías, que se inició en 1916 en la línea que comunicaba la estación del Puente de Madera con la del Grao, finalizando en 1928 con la electrificación de la línea a Liria. La electrificación de las líneas del sur de la ciudad se hizo esperar hasta 1959.
En 1941 CTFV presentó un proyecto para la unión de las líneas de ferrocarril del norte de la ciudad con las del sur, mediante un túnel que discurriría desde la estación de Pont de Fusta a la de Jesús, atravesando el centro de Valencia. Sin embargo, el proyecto fue rechazado por el Ayuntamiento por la necesidad de derribar varios edificios de la calle del Miguelete.
A consecuencia de los gravísimos daños producidos por la Gran riada de Valencia del 14 de octubre de 1957, se cerró definitivamente a la circulación la línea entre la estación de Jesús y el barrio de Nazaret.
Finalmente y debido a la imposibilidad de hacer frente a las continuas pérdidas económicas, la CTFV revirtió de manera anticipada en 1964 sus concesiones de ferrocarril al Estado y las de tranvías y autobuses a SALTUV.

## Ferrocarriles Españoles de Vía Estrecha
Esta compañía, creada en 1965 a partir de la reorganización administrativa de la antigua Explotación de Ferrocarriles por el Estado, tenía como misión la explotación las líneas de vía estrecha pertenecientes al Estado.
Durante 22 años fue la encargada de gestionar las líneas valencianas. Este periodo se caracterizó por su falta de inversiones debido a que, al ser un organismo estatal, por motivos solidarios redistribuía los beneficios obtenidos por las líneas más rentables (como las valencianas) entre las menos rentables.
En esta época la utilización de los ferrocarriles valencianos continuó incrementándose, llegando a ser la estación del Puente de Madera una de las que más tráfico de viajeros soportaba en toda Europa.
Al final de este periodo se inició la construcción de uno de los proyectos más anhelados por los valencianos: la construcción de un túnel que comunicara las líneas del norte con las del sur de la ciudad.
- Wikimedia Commons alberga una categoría multimedia sobre FEVE Valencia.

## Ferrocarriles de la Generalidad Valenciana
Debido a la evolución del proceso autonómico, la gestión de las líneas de FEVE en la Comunidad Valenciana (el Trenet de Valencia y el Trenet de la Marina) fue cedida  en noviembre de 1986 a la Generalidad Valenciana, que creó para ello la empresa pública Ferrocarriles de la Generalidad Valenciana, que inició su actividad el 1 de enero de 1987.
Los ferrocarriles administrados por FEVE en Valencia estaban formados por cinco líneas en dos redes o zonas:
A) Red Norte: Estación de Pont de Fusta. 
- Valencia-Pont de Fusta con Llíria, tramo en común con la línea de Bétera hasta la estación de Empalme.
- Valencia-Pont de Fusta con Bétera, tramo en común con la línea de Liria hasta la estación de Empalme.
- Valencia-Pont de Fusta con Rafelbuñol.
- Valencia-Pont de Fusta con el Grao.

B) Red Sur: Estación de Jesús. 
- Valencia-Jesús con Villanueva de Castellón.

Al poco de la creación FGV, el 8 de octubre de 1988, se inauguró el túnel que une las líneas del norte y del sur de la ciudad entre las estaciones del Empalme y Jesús. 
La nueva red está basada, sin embargo, en la del trenet, continuando igual los tramos entre el Empalme y Bétera y Liria y entre Jesús y Villanueva de Castellón, y con escasa variación en su trazado el ramal de Rafelbuñol. Sin embargo, el ramal entre el Empalme y el Grao pasando por Pont de Fusta fue reconvertido en una línea de tranvía moderno en 1994.
La  Estación de Pont de Fusta   cabecera de las líneas del norte de la ciudad y la Estación de Jesús cabecera de la línea del sur, dejaron de ser estaciones terminales del trenet. En la actualidad Pont de Fusta es parada pasante en superficie de tranvías de la línea  de la actual red del metro y tranvía de Valencia y Jesús es estación pasante subterránea de metro de las líneas    de Metrovalencia. 
La historia de esta nueva y moderna red en constante evolución está basada en líneas de más de un siglo de antigüedad que facilitaron la movilidad de los valencianos durante su existencia y que se convirtieron en un eje fundamental de su economía.
A partir del 16 de septiembre de 1998, la red de Ferrocarriles de la Generalidad Valenciana pasó a explotarse bajo la marca MetroValencia.

## Material Motor

### UnidadSNCVserie 3400
| FGV UT 3400             | FGV UT 3400                        |
| ----------------------- | ---------------------------------- |
| Numeración              | 3401 a 3419                        |
| Unidades en servicio    | Todas retiradas desde 1990         |
| Fabricante              | SNCV y reforma por Miró-Reig       |
| Primera /última entrega | 1972 / 1986                        |
| Composición             | Motor - Remolque - Remolque Cabina |
| Longitud                | 42.000 m                           |
| Ancho caja              | 2.250 m                            |
| Altura                  | 3.070 m                            |
| Masa                    | 74,6 tm                            |
| Tensión                 | 6 kV CC                            |
| Velocidad máxima        | 90 km/h                            |
| Potencia                | 485 kW (660 CV)                    |

## Imágenes

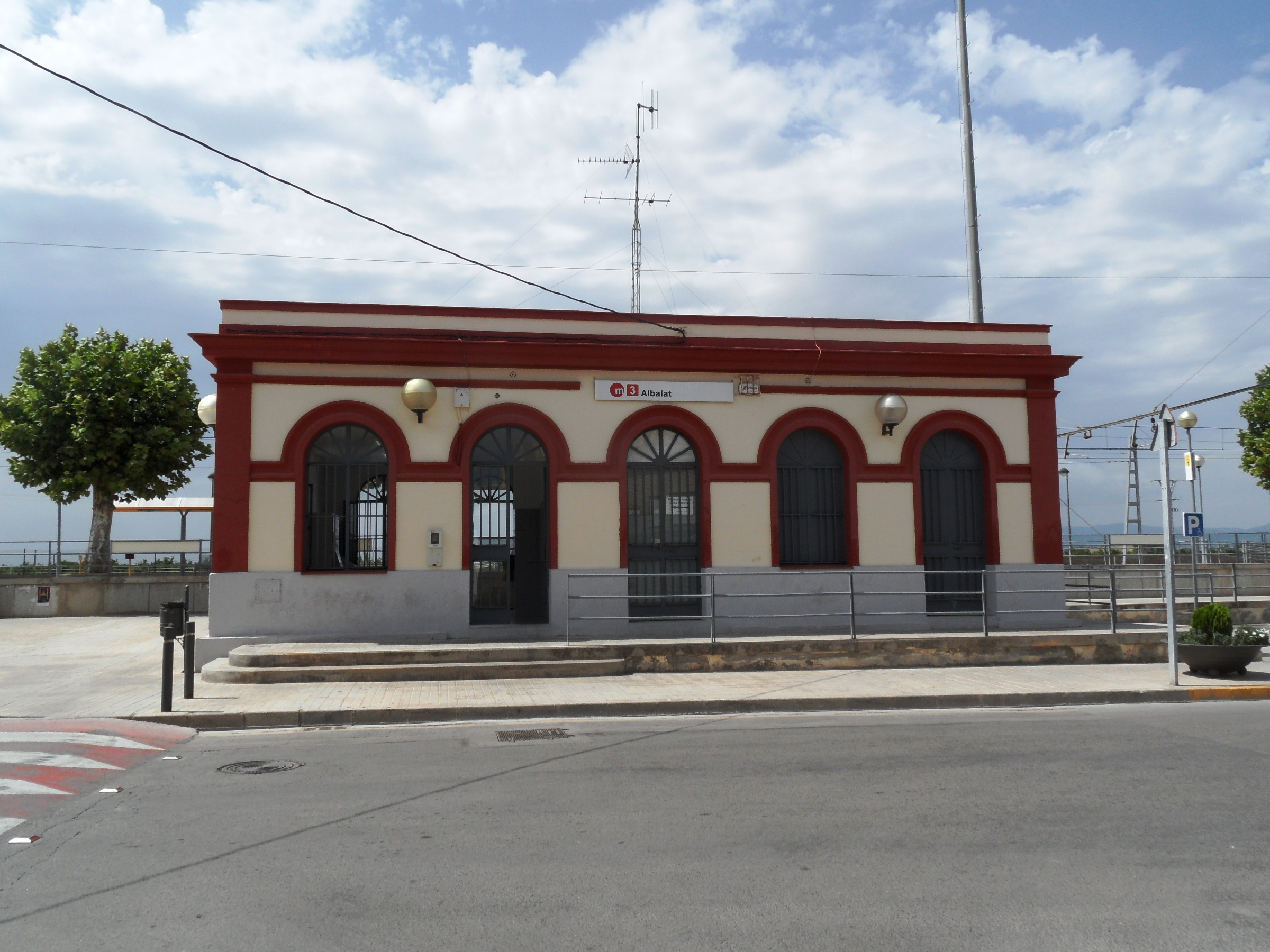
Estación de Albalat dels Sorells.
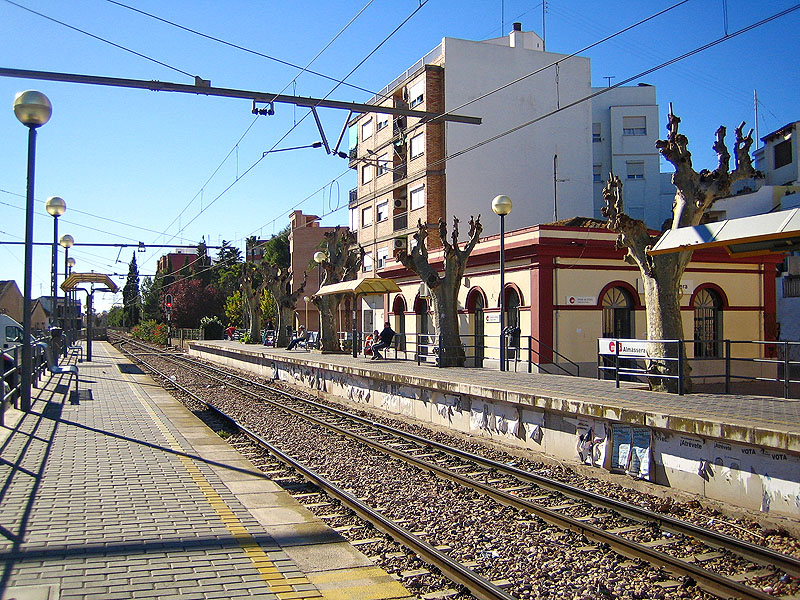
Estación de Almácera.
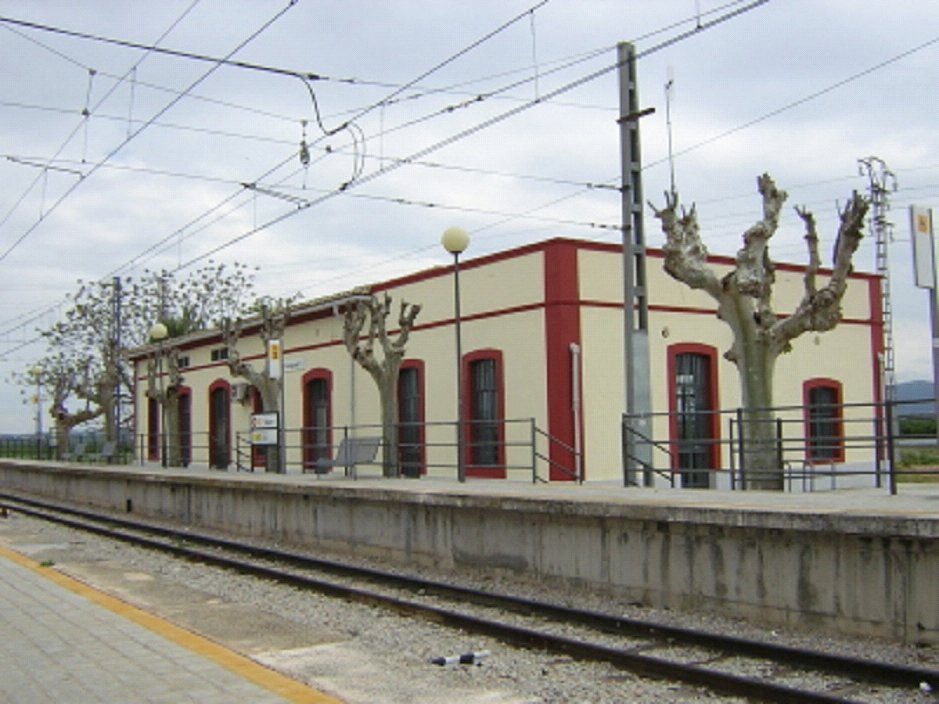
Estación de Benaguacil.
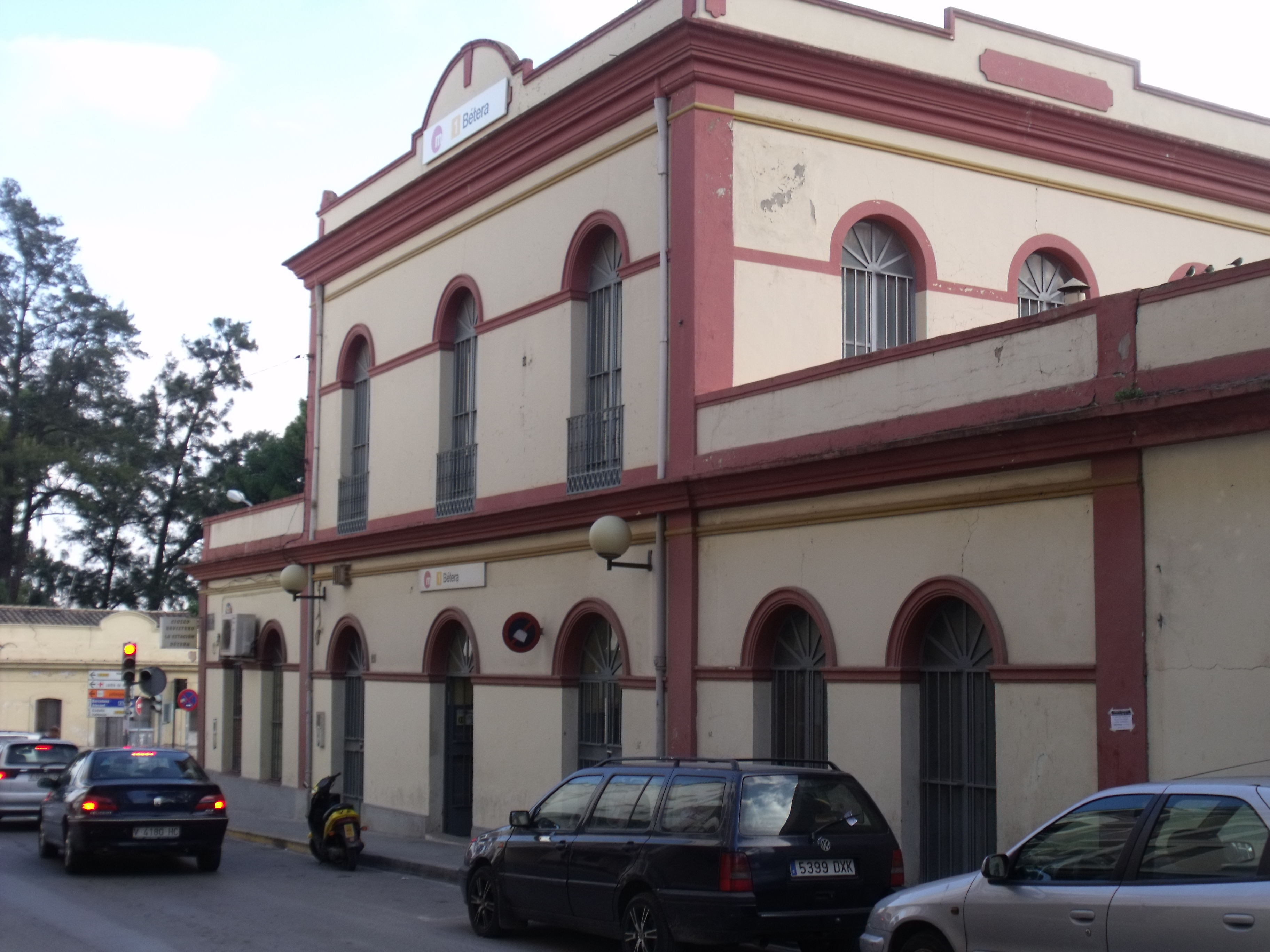
Estación de Bétera.
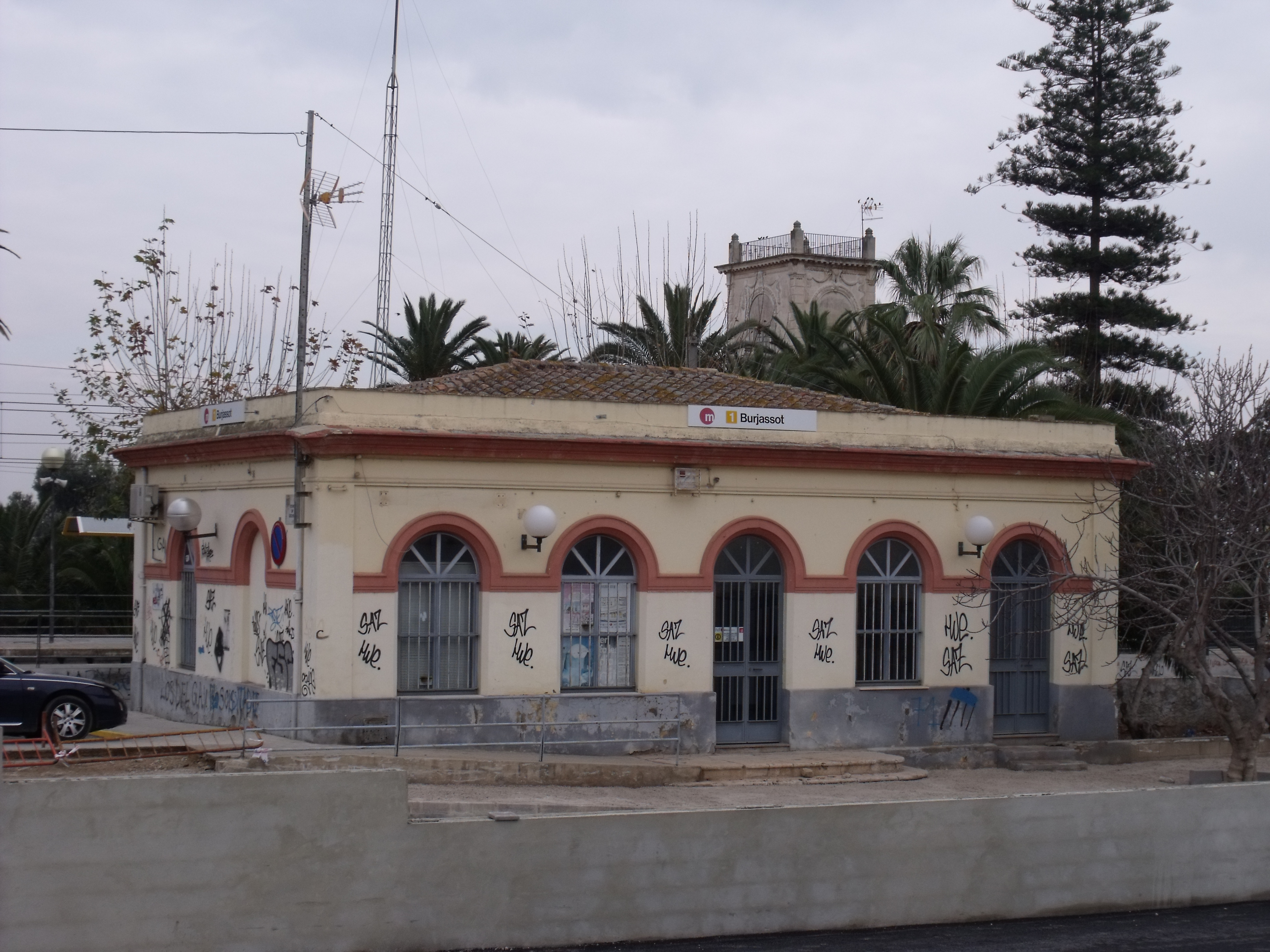
Estación de Burjasot.
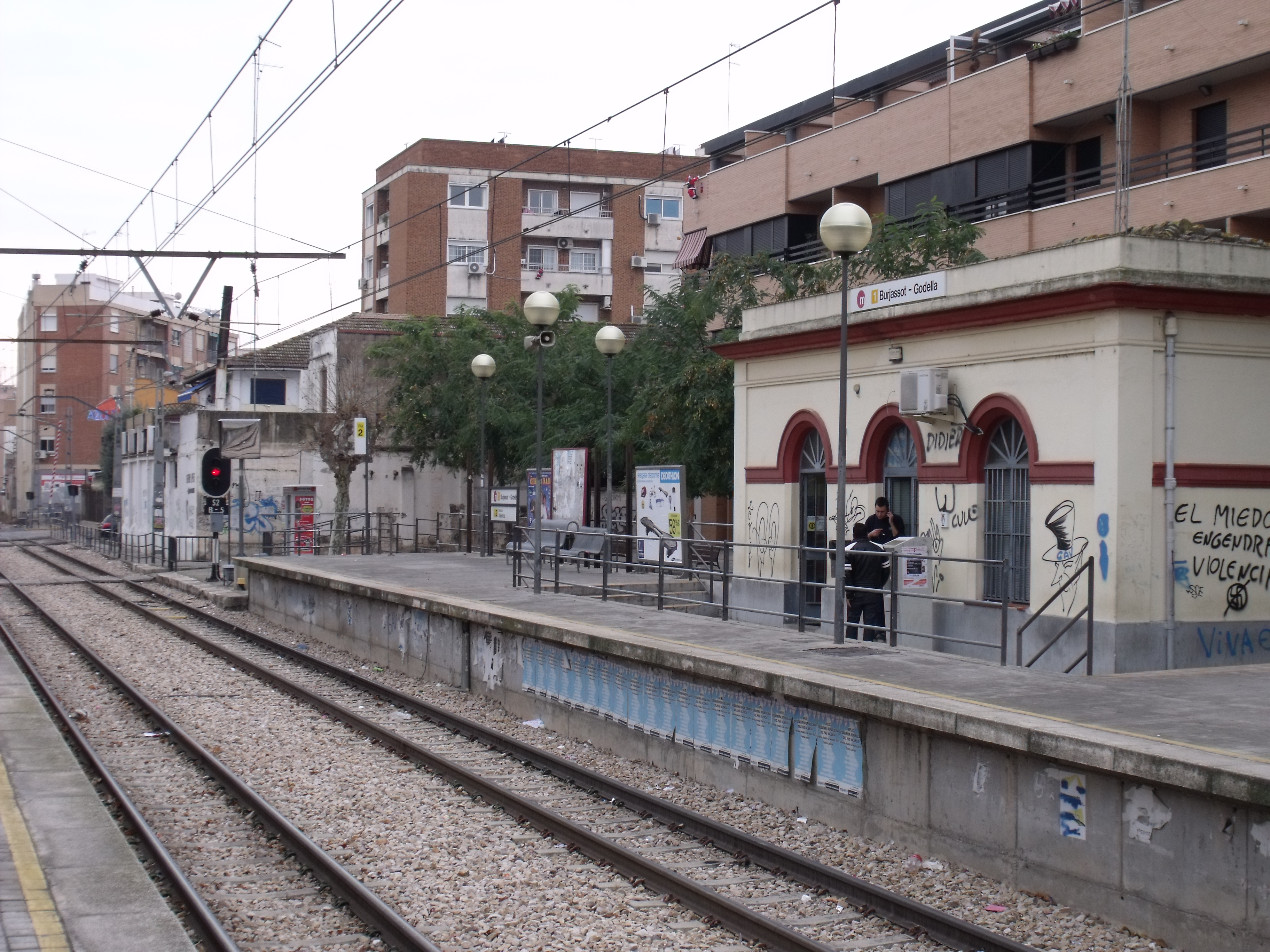
Estación de Burjasot-Godella.
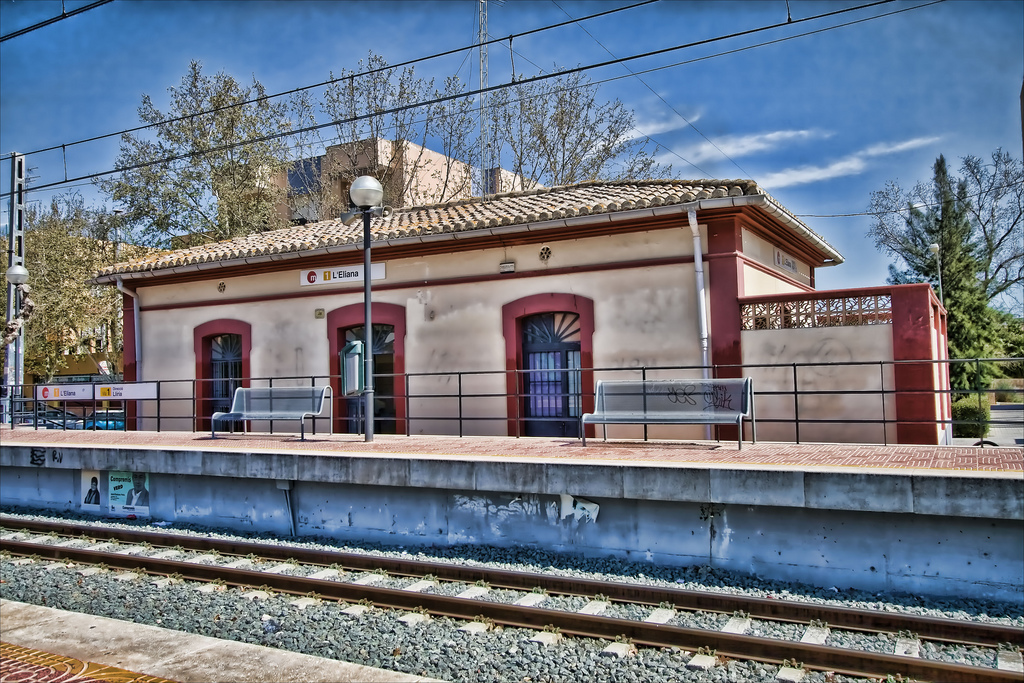
Estación de La Eliana.
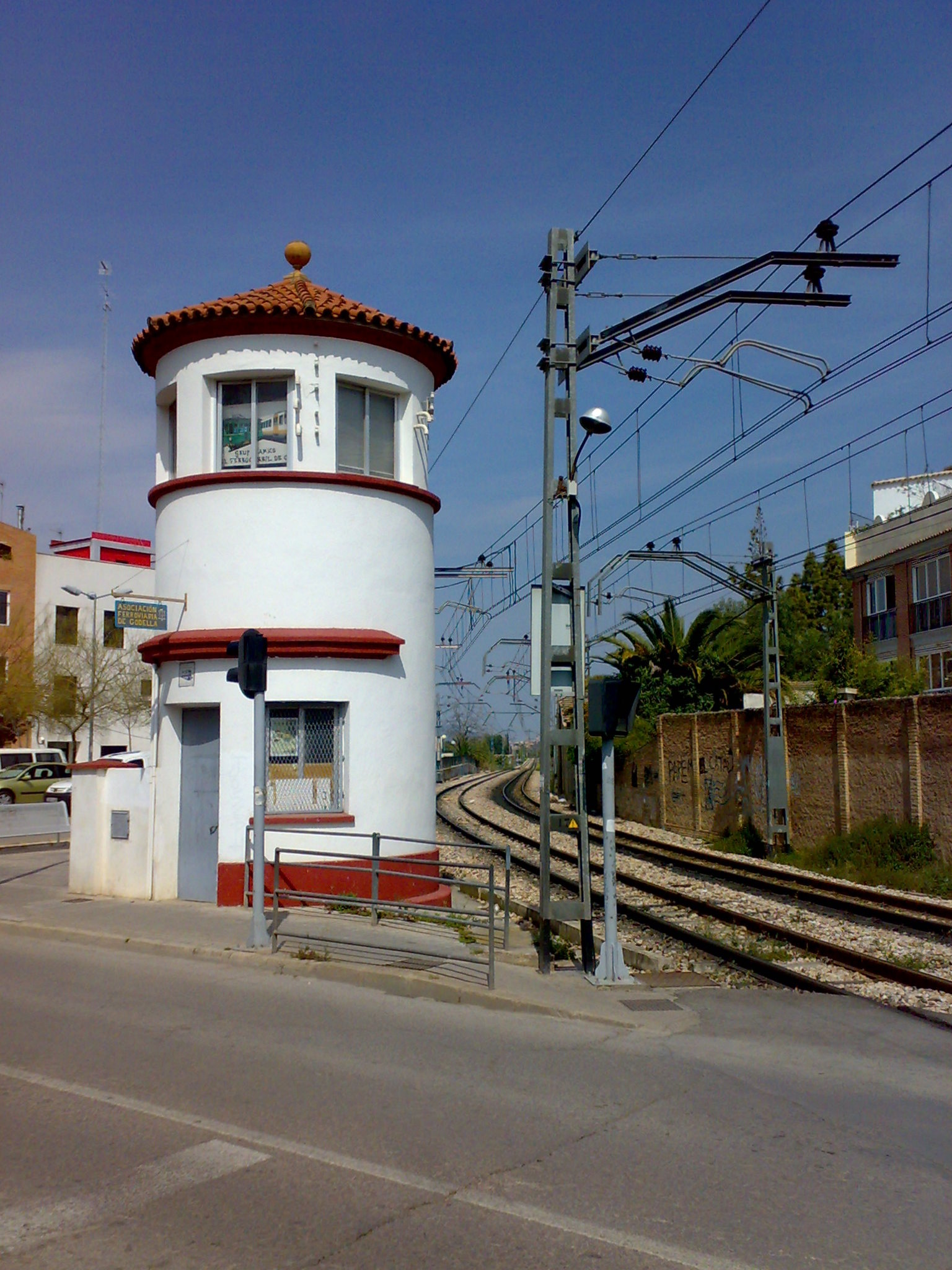
Torre guardabarreras de Godella, en 2013 sede de la asociación ferroviaria local.
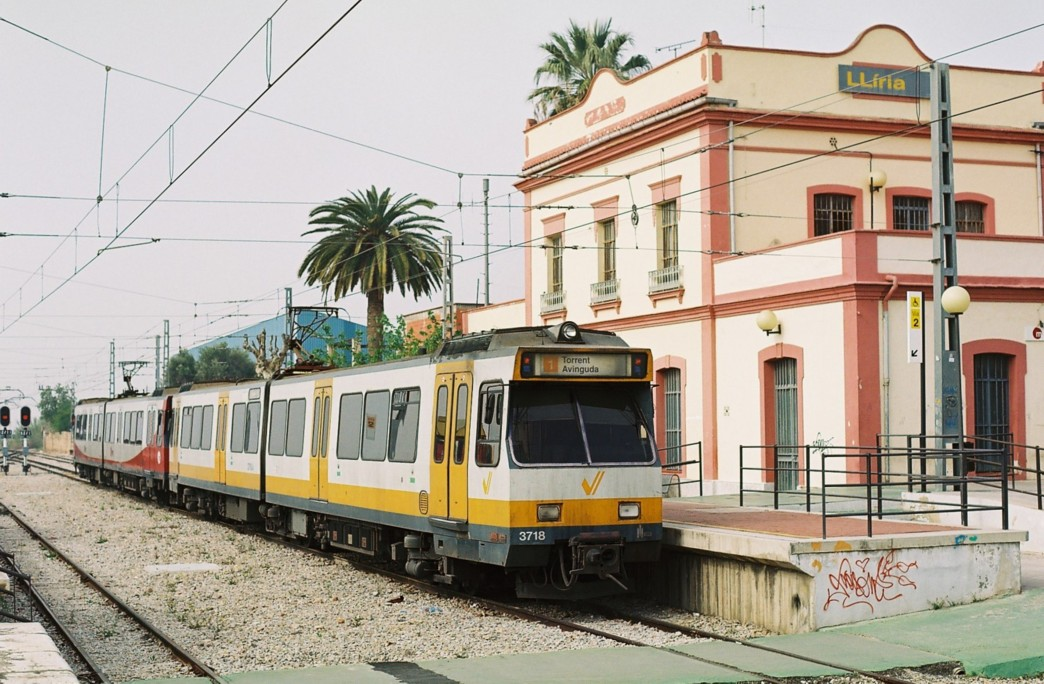
Estación de Liria.
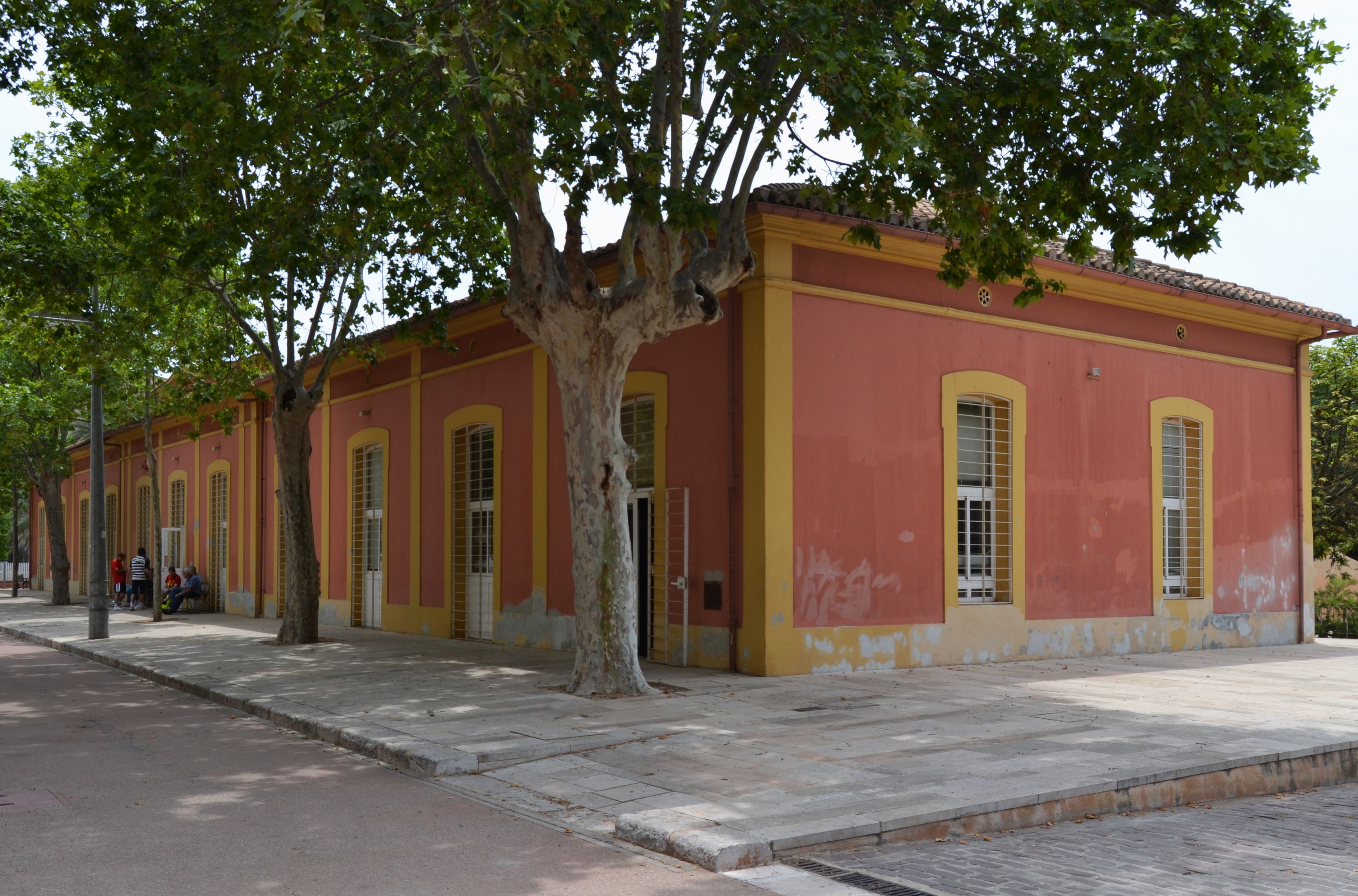
Antigua estación de Marchalenes. En 2013 se encuentra dedicada a otros usos y dentro del Parque de Marchalenes.
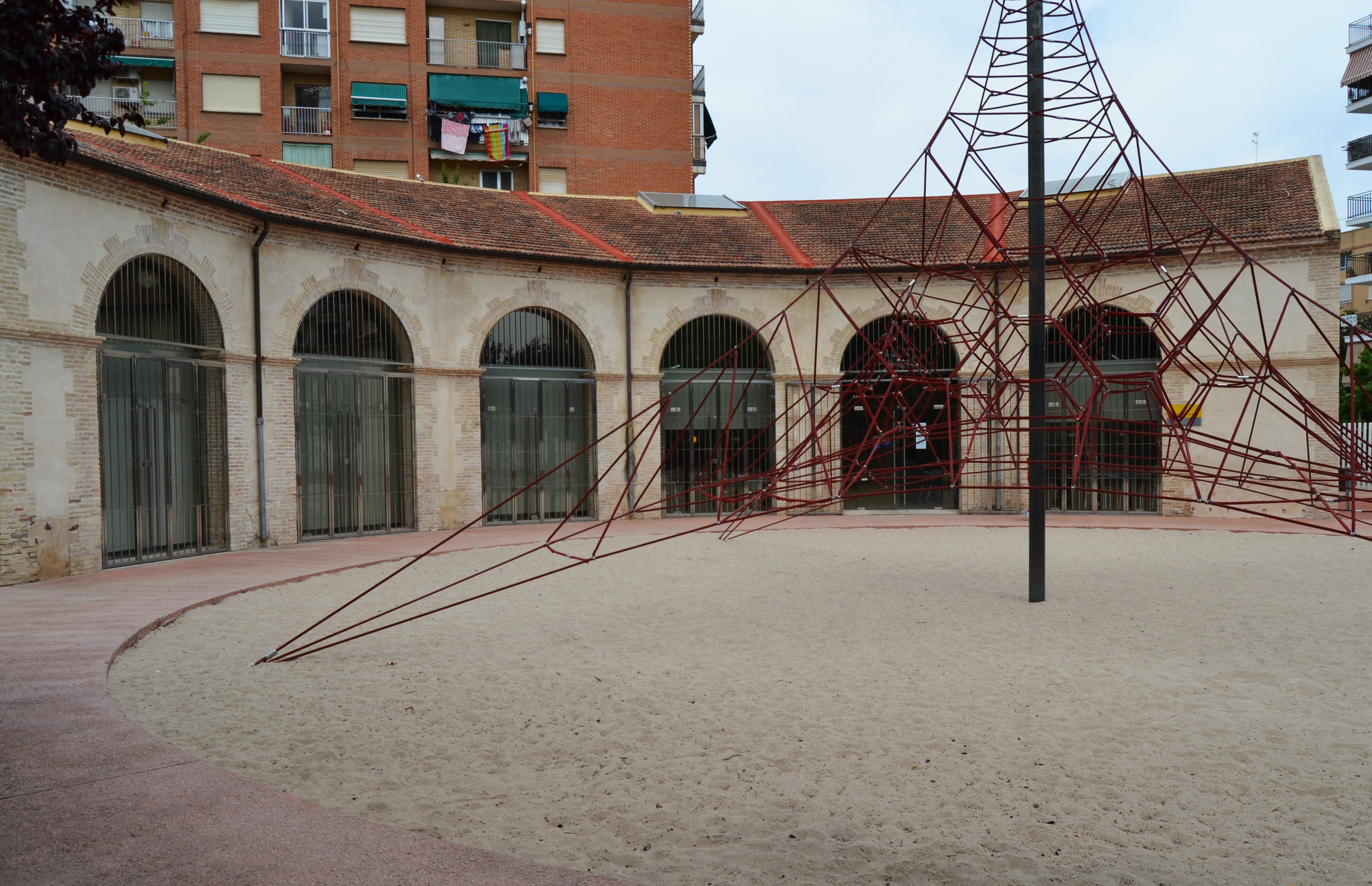
Antiguas cocheras de Marchalenes, en 2013 también parte del parque.
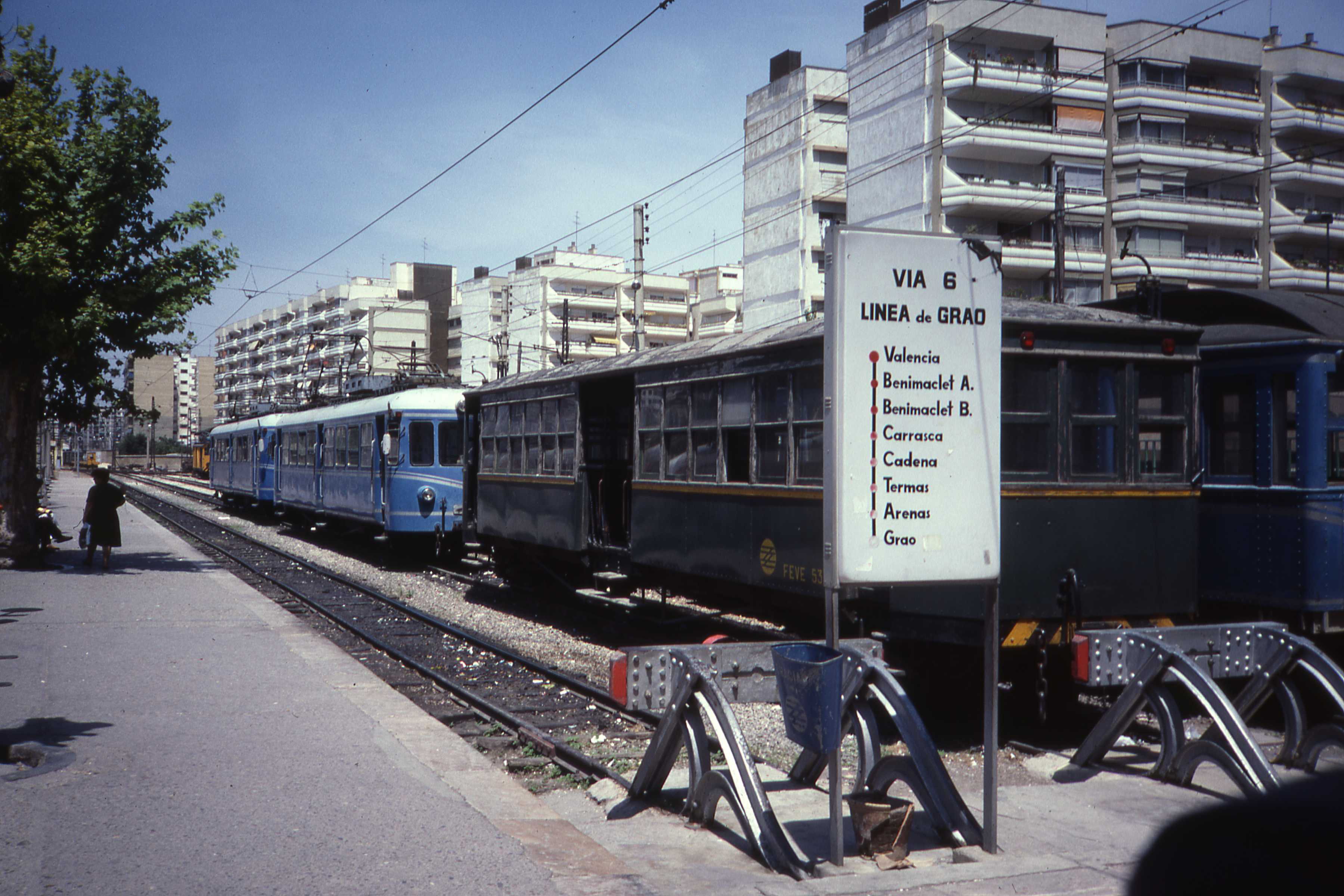
Andenes de la línea al Grao en la estación del Pont de Fusta.
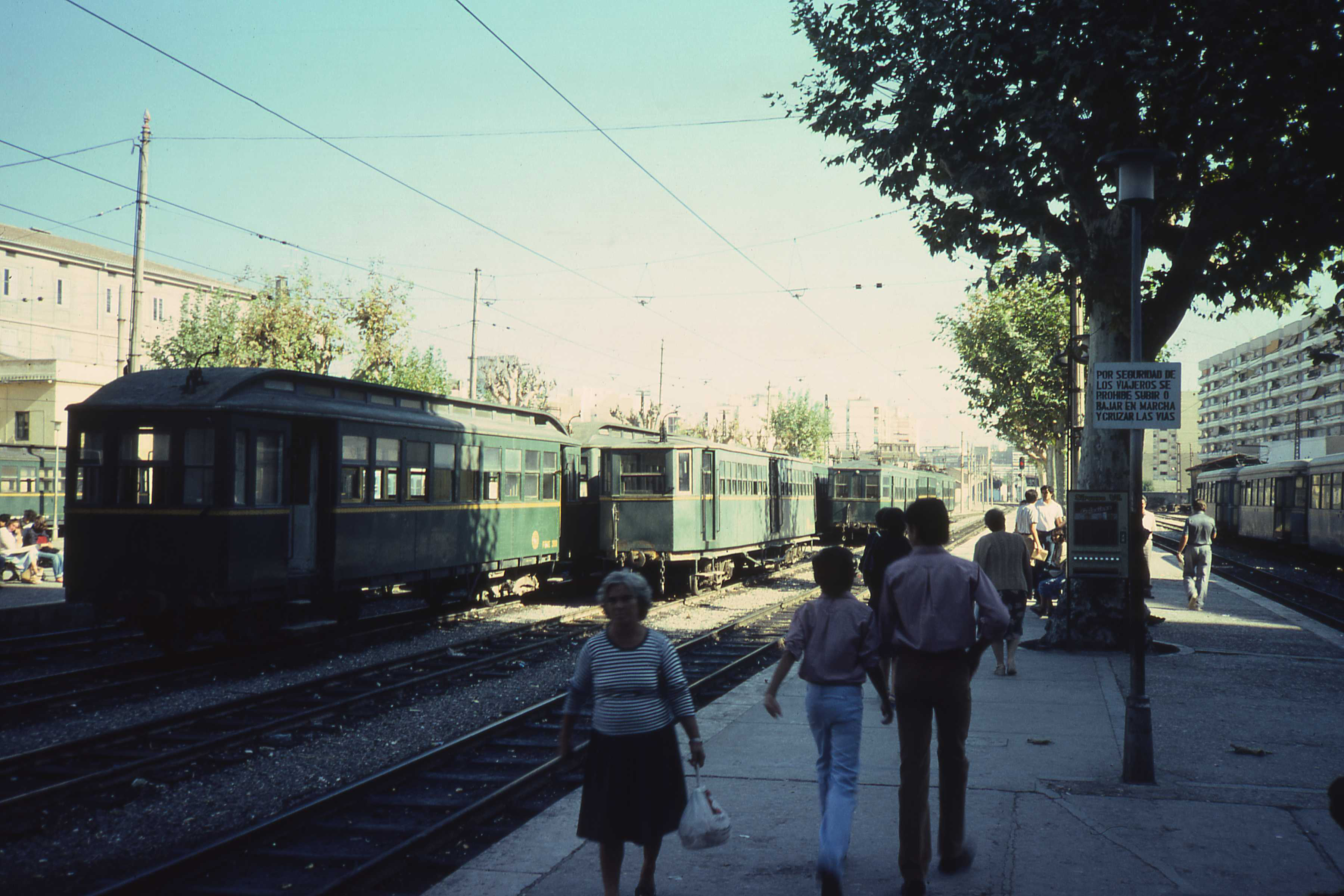
Pont de Fusta en 1981.
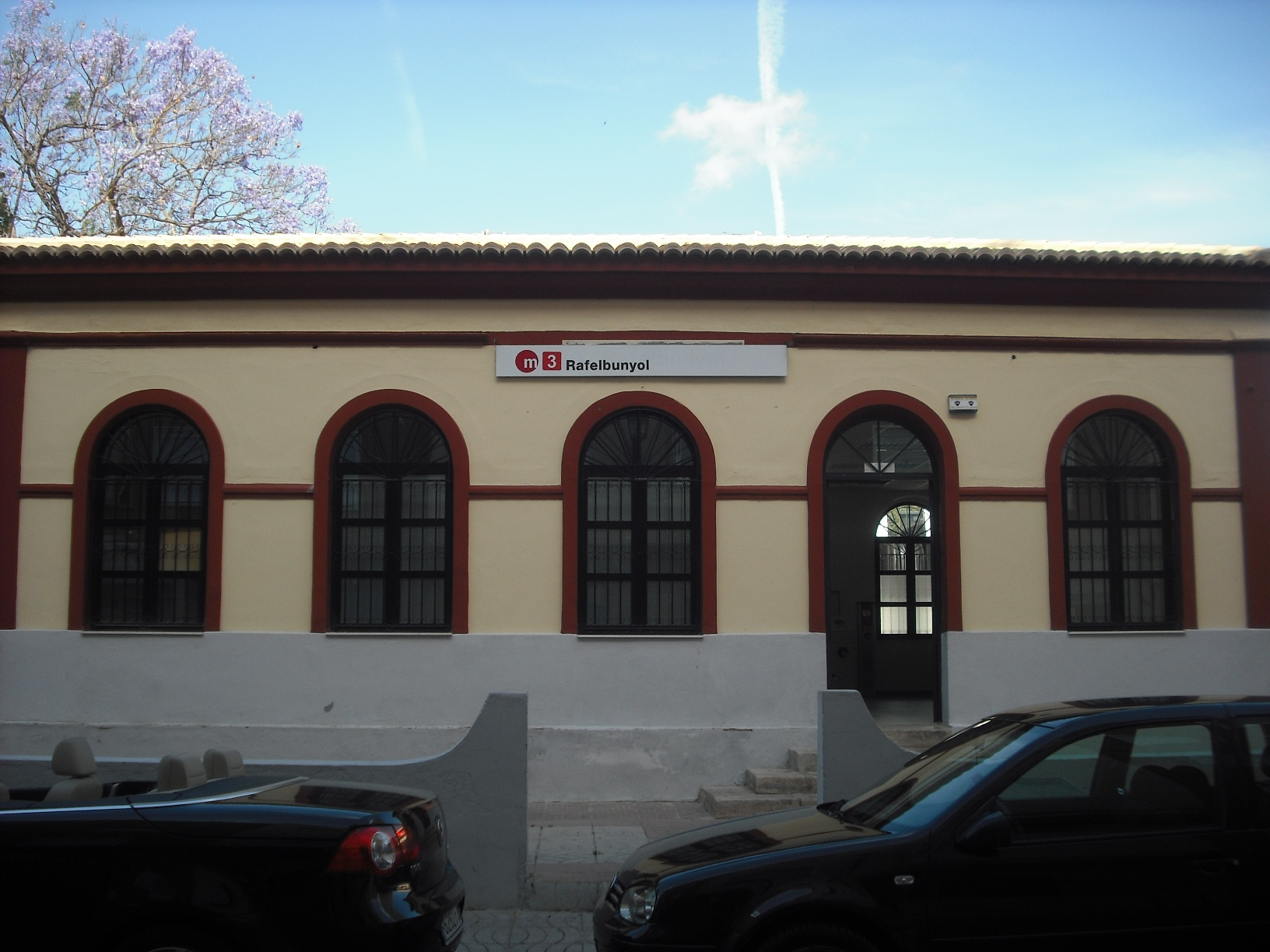
Estación de Rafelbuñol.

## Cronología
- 1877: Promulgación de la Ley de ferrocarriles y tranvías que permitía la creación de ferrocarriles económicos.
- 16 de enero de 1885: Fundación de la Sociedad Valenciana de Tranvías.
- 3 de agosto de 1887: Inicio de las obras de la vía entre la estación del Puente de Madera y Liria.
- 18 de julio de 1888: Inauguración del tramo entre la estación del Puente de Madera y Liria.
- 8 de julio de 1891: Fundación de la Sociedad de carbones minerales de Dos Aguas y del Ferrocarril del Grao de Valencia a Turís.
- 21 de noviembre de 1891: Inauguración del tramo entre la estación del Empalme y Bétera.
- 7 de julio de 1892: Inauguración del tramo entre la Estación del Puente de Madera y el Grao.
- 17 de marzo de 1893: Inauguración del tramo entre la Estación del Puente de Madera y Alboraya.
- 27 de julio de 1893: Inauguración del tramo entre Alboraya y Museros.
- 11 de noviembre de 1893: Inauguración del tramo entre la estación de Jesús y Torrente.
- 18 de noviembre de 1893: Inauguración del tramo entre Museros y Rafelbuñol.
- 27 de enero de 1894: Inauguración del tramo entre Torrente y Picasent.
- 9 de febrero de 1894: Inauguración del tramo entre Picasent y Carlet.
- 1 de noviembre de 1894: Inauguración del tramo entre Carlet y Alberique.
- 1912: Inauguración del tramo entre la estación de Jesús y el barrio de Nazaret.
- 1916: Electrificación del tramo entre la estación del Puente de Madera, Grao y Almacera.
- 1915: Inauguración del tramo entre Alberique y Villanueva de Castellón.
- 1917: Constitución de la Compañía de Tranvías y Ferrocarriles de Valencia.
- 1928: Electrificación del tramo de Liria.
- 1957: Cierre definitivo del ramal entre la estación de Jesús y Nazaret.
- 1959: Electrificación del tramo de Villanueva de Castellón.
- 1964: Reversión de la concesión de la gestión de los ferrocarriles económicos de Valencia al Estado central.
- 1965: Creación de Ferrocarriles Españoles de Vía Estrecha.
- Noviembre de 1986: Creación de Ferrocarriles de la Generalidad Valenciana.
- 8 de octubre de 1988: Inauguración del túnel entre el Empalme con Jesús hasta Sant Isidre bajo Ferrocarriles de la Generalidad Valenciana. Unión de las líneas del norte y sur de la ciudad de Valencia.
- 30 de enero de 1991: Cierre de los ramales entre Empalme con Pont de Fusta y Pont de Fusta con El Grao, para la reconversión del tranvía moderno.
- 21 de mayo de 1994: Inauguración del tranvía moderno, entre Empalme y Doctor Lluch, pasando por Pont de Fusta.
- 4 de mayo de 1995 : Última circulación del trenet valenciano, entre Pont de Fusta y Rafelbunyol.[2]
- 5 de mayo de 1995 : Jubilación de la estación de Pont de Fusta tras 107 años en funcionamiento. Inauguración oficial del tramo subterráneo de metro entre Machado y Alameda.[2]
- 18 de septiembre de 1998: Creación de la marca MetroValencia y cambio de denominación.